# Ákos László
Ákos László, született Ascher (Budapest, Ferencváros, 1901. március 23. – Budapest, 1971. december 12.) író, lapszerkesztő, erdészeti és vadászati szakíró.

## Élete
Budapesten tett gimnáziumi érettségit. Az 1918–1919-es időszakban kapcsolódott be a szocialista diákmozgalomba. Első írásai a Nyugat és a Szocializmus című folyóiratokban jelentek meg, valamint a Népszavában, ahol 1933 és 1939 között a közgazdasági rovatnál dolgozott. 1936-tól a Pénzügyi Hírlap munkatársa is lett. 1940 és 1944 között a Magyar Export szerkesztője volt. A második világháború után ismerkedett meg az erdőgazdálkodással. 1946 és 1948 között a Magyar Állami Erdőgazdasági Üzemek sajtó-előadója volt. 1948-tól az Erdőgazdaság és Faipar alapító szerkesztője, s 1954-től Az Erdő című lap szerkesztője volt nyugdíjba vonulásáig. Tagja volt a Magyar Újságírók Szövetségének.
Számos népszerű szakkönyvet írt a magyarországi erdészetről és erdőgazdálkodásról, illetve a hazai vadászatról. Az első modern magyar vadászati lexikon szerkesztője.
Sírja a Kozma utcai izraelita temetőben található (17A-20-32).

## Családja
Ascher István (1874–1938) miniszteri számellenőr, majd a Közalkalmazottak Országos Szövetségének elnöke és Körmendi Frim Aranka (1878–1951) gyermekeként született. Testvére Ács Kató (1917–1989) író, szerkesztő. Anyai nagyapja Frim Jakab (1852–1919) gyógypedagógus, anyai nagyanyja Goldreich Anna. Nagybátyja Körmendi-Frim Jenő festőművész. Apai nagyszülei Ascher Antal (1848–1903) kályhagyáros és Beck Katalin (1849–1902).
Házastársa Reiner Lázár és Huber Julianna lánya, Ilona volt, akit 1936. május 11-én Budapesten, a Ferencvárosban vett nőül.

## Díjai, kitüntetései
- Munka Érdemrend ezüst fokozata
- Munka Érdemérem

## Főbb művei
- A magyar szabadság útja (Ascher László néven, Budapest, 1927)
- Az új nagyhatalom. A financkapitalizmus kialakulása. Ascher László néven. (A szocialista tudás könyvtára. 6. Budapest, 1933)
- Az erdősítések szerepe a természet átalakításában (Népszava ismeretterjesztő előadások. Budapest, 1952)
- A Balassagyarmati Állami Erdőgazdaság az ország második erdőgazdasága (Budapest, 1953)
- Hogyan gondozzuk és védjük az erdőt? (Népszava ismeretterjesztő előadások. Budapest, 1953)
- Erdők országa. Aba Ivánnal. Ill. Tarján Zoltán. (Budapest, 1954)
- Erdészélet Kemenesalján. Lakos Györggyel. (Budapest, 1955)
- Vadgazdálkodási és vadászati alapismeretek (Budapest, 1965)
- Az ezerarcú, ezerhasznú erdő. Ghimessy Lászlóval. (Természet és mezőgazdaság. Budapest, 1969)
- Szerk.: Erdészek és vadászok zsebkönyve. (Budapest, 1958)
- Erdészek és vadászok zsebkönyve. 1960/61. (Budapest, 1960)
- Erdészeti, vadászati, faipari lexikon (Budapest, 1964)